# Eukoenenia hesperia
Eukoenenia hesperia är en spindeldjursart som först beskrevs av Jules Rémy 1953.  Eukoenenia hesperia ingår i släktet Eukoenenia och familjen Eukoeneniidae. Inga underarter finns listade i Catalogue of Life.